# НИИ эпидемиологии и микробиологии имени Пастера
Федеральное бюджетное учреждение науки «Санкт-Петербургский научно-исследовательский институт эпидемиологии и микробиологии имени Пастера» Федеральной службы по надзору в сфере защиты прав потребителей и благополучия человека — научно-исследовательский институт в Санкт-Петербурге, который проводит фундаментальные и прикладные исследования в области эпидемиологии, микробиологии и биотехнологии.

## История
В 1908 году в Санкт-Петербурге усилиями Я. Ю. Либермана, П. П. Маслаковца и Г. Д. Белоновского была создана Первая серодиагностическая и бактериологическая лаборатория, которая находилась в доме № 35-в на Большом проспекте Петроградской стороны  и проводила реакции Вассермана на сифилис, серодиагностические реакции, клинические исследования крови, а также санитарно-гигиенические, агрономические, патолого-анатомические и судебно-медицинские исследования.
В 1910 году лаборатория была переименована в Бактериологический и диагностический институт, а в 1911 году — в Санкт-Петербургский частный бактериологический и диагностический институт. В нём было налажено производство вакцин, туберкулинов, антигенов и сывороток для реакций Вассермана, питательных сред, были организованы курсы для врачей и фармацевтов.
После Октябрьской революции этот институт был национализирован и преобразован во Вторую Городскую лабораторию. 4 апреля 1923 года она была преобразована в Петроградский бактериологический и диагностический институт, а 5 мая 1923 года в ознаменование 100-летия со дня рождения Л. Пастера он был переименован в Петроградский бактериологический институт имени Пастера. В 1924 году институту предоставили двухэтажное здание на улице Мира, 12-а. На базе института была создана первая в истории российской медицины вакцинно-сывороточная комиссия, которая занялась экспертизой, контролем и стандартизацией национальных средств специфической диагностики, лечения и профилактики инфекционных заболеваний.
В апреле 1931 года институт был присоединен к Институту экспериментальной медицины, но уже 28 октября 1932 года был вновь воссоздан как Ленинградский институт эпидемиологии и микробиологии имени Пастера. В 1930-е годы в институте под влиянием трудов О. О. Гартоха, С. С. Казарновской, Э. М. Новгородской, Г. И. Беседина появились собственные научные школы.
12 апреля 1952 года институт был переименован в Ленинградский научно-исследовательский институт эпидемиологии, микробиологии и гигиены имени Пастера Министерства здравоохранения РСФСР. С 1963 года институт стал участвовать в осуществлении программ Всемирной организации здравоохранения в развивающихся странах (Кения, Уганда, Танзания, Сомали, Нигерия, Индия, Бирма, Иран, Непал, Мозамбик, Куба, Бангладеш и других). В 1984—1986 годах для института был построен шестиэтажный лабораторный корпус по адресу ул. Мира, д. 14.
10 декабря 1991 года институт был переименован в Санкт-Петербургский научно-исследовательский институт эпидемиологии и микробиологии имени Пастера. В 1993 году институт стал частью международной сети Пастеровских институтов, в которую входят 33 института в 26 странах. С 2011 года институт издает журнал «Инфекция и иммунитет», входящий в список реферируемых журналов ВАК; в нём действует аспирантура по специальностям: микробиология, вирусология, иммунология, эпидемиология, инфекционные болезни.